# Piaskówka (Tarnów)
Piaskówka (Osiedle nr 3 Piaskówka) – osiedle Tarnowa w środkowej części miasta, między Starówką i Strusiną a Krzyżem. Na koniec 2022 roku osiedle zamieszkiwało 10 324 osób. Osiedle stanowi jednostkę pomocniczą o nazwie Osiedle nr 3 „Piaskówka”.
W granicach administracyjnych Osiedla nr 3 „Piaskówka” znajdują się m.in.:
- Park Piaskówka
- Park Strzelecki w tym:
  - Mauzoleum generała Józefa Bema
  - Biuro Wystaw Artystycznych
- Staw Kantoria
- Akademia Tarnowska
- Klub Piłkarski Błękitni 1947 Tarnów
- Kościół Miłosierdzia Bożego
- Cmentarz komunalny Krzyż